# Toyota Crown Majesta
Toyota Crown Majesta – luksusowy samochód osobowy produkowany od roku 1991 przez japońską firmę Toyota. Dostępny wyłącznie jako 4-drzwiowy sedan. Do napędu użyto benzynowych silników R6 i V8. Moc przenoszona jest na oś tylną (opcjonalnie AWD) poprzez 4-, 5-, 6- lub 8-biegową automatyczną skrzynię biegów. Od 2009 roku produkowana jest piąta generacja modelu.

## Dane techniczne ('01 V8 4.0)

### Silnik
- V8 4,0 l (3969 cm³), 4 zawory na cylinder, DOHC
- Układ zasilania: wtrysk
- Średnica cylindra × skok tłoka: 87,50 mm × 82,50 mm
- Stopień sprężania: 10,5:1
- Moc maksymalna: 280 KM (206 kW) przy 6000 obr./min
- Maksymalny moment obrotowy: 402 N•m przy 4000 obr./min

## Dane techniczne ('09 V8 4.6)

### Silnik
- V8 4,6 l (4608 cm³), 4 zawory na cylinder, DOHC
- Układ zasilania: wtrysk bezpośredni
- Średnica cylindra × skok tłoka: 94,00 mm × 83,00 mm
- Stopień sprężania: 11,8:1
- Moc maksymalna: 347 KM (255 kW) przy 6400 obr./min
- Maksymalny moment obrotowy: 460 N•m przy 4100 obr./min

## Galeria

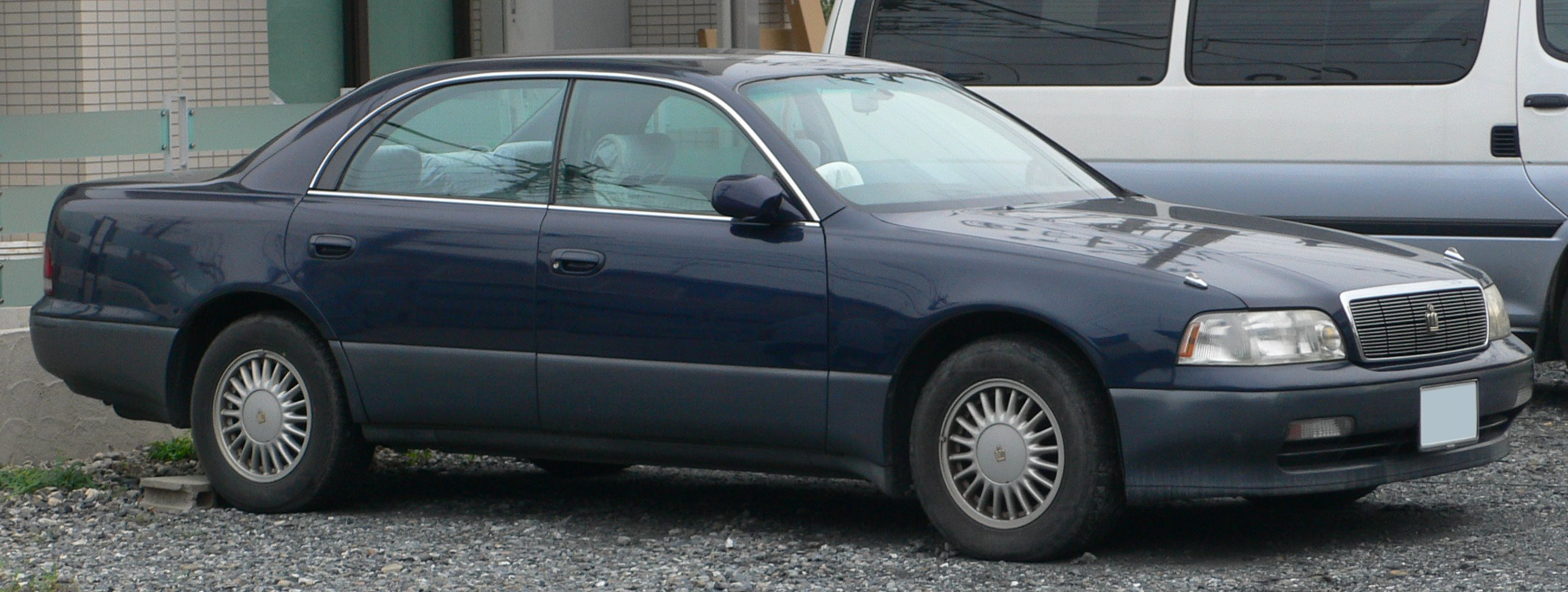
I generacja
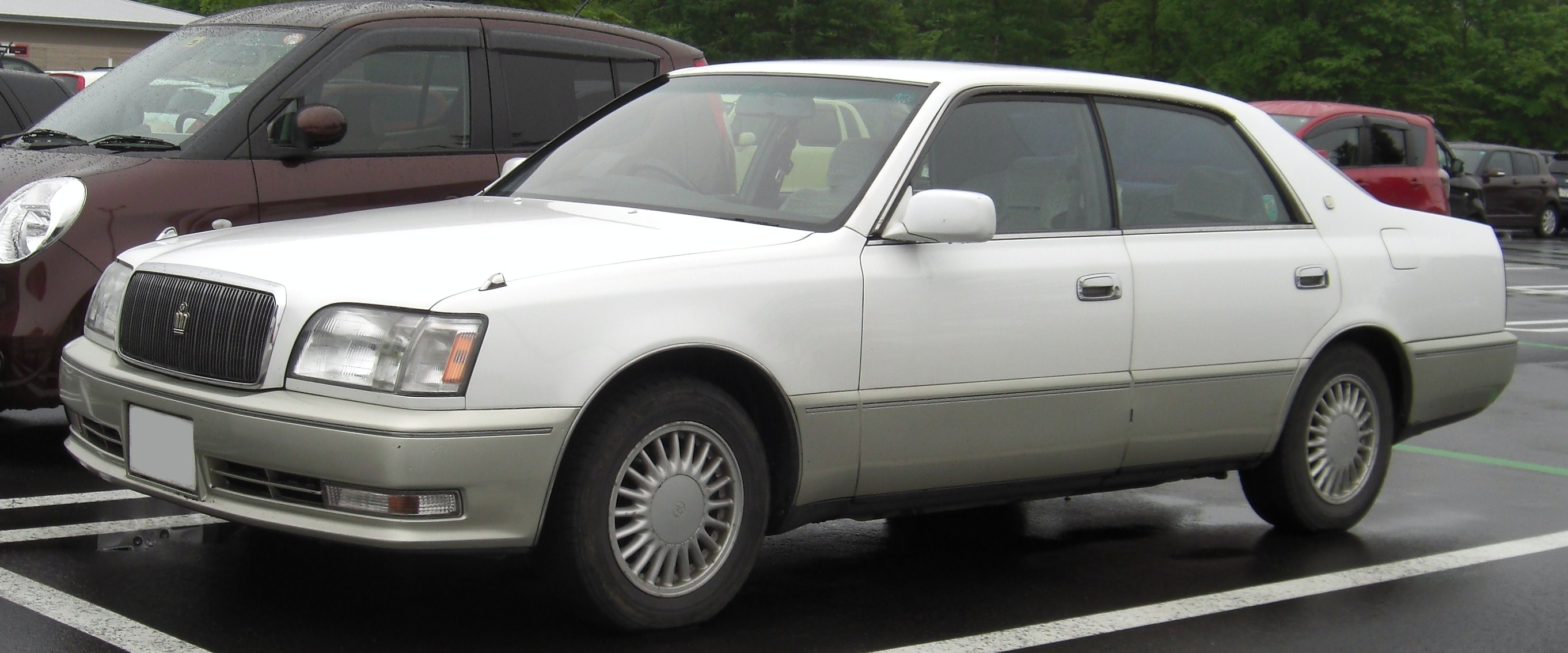
II generacja
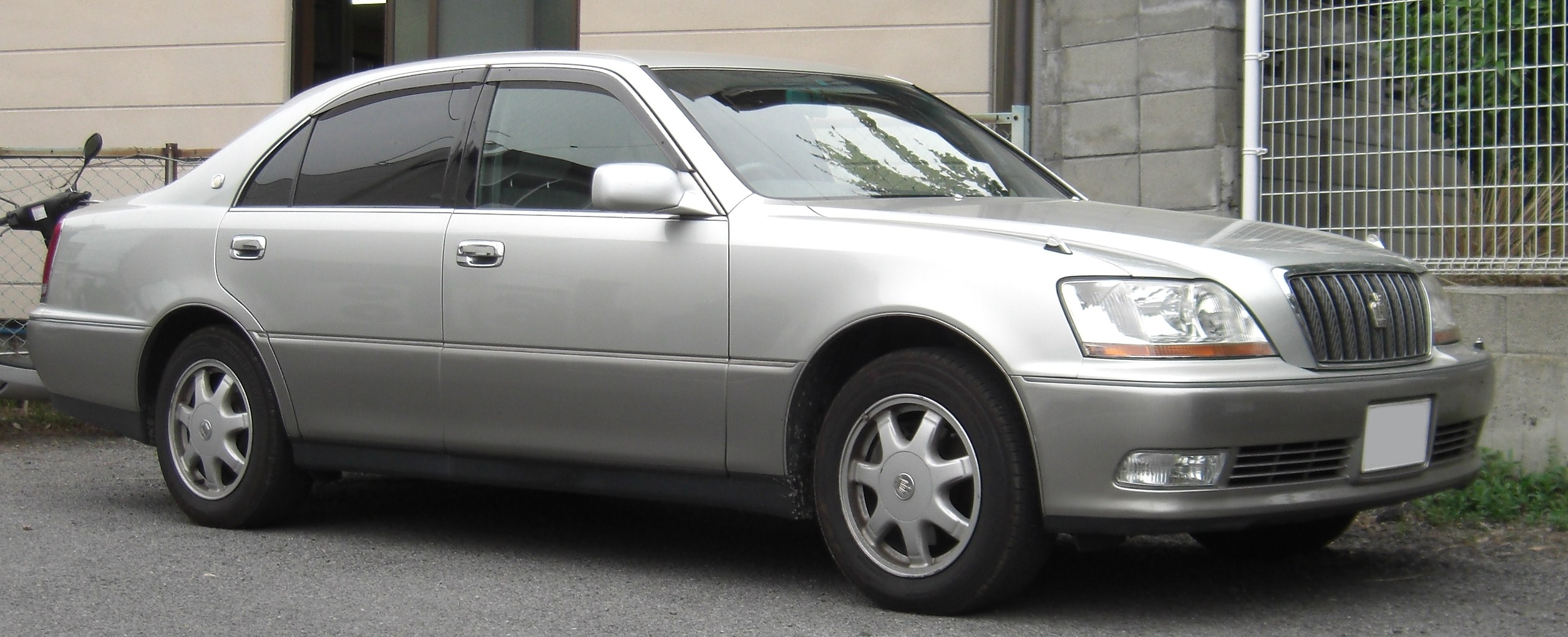
III generacja
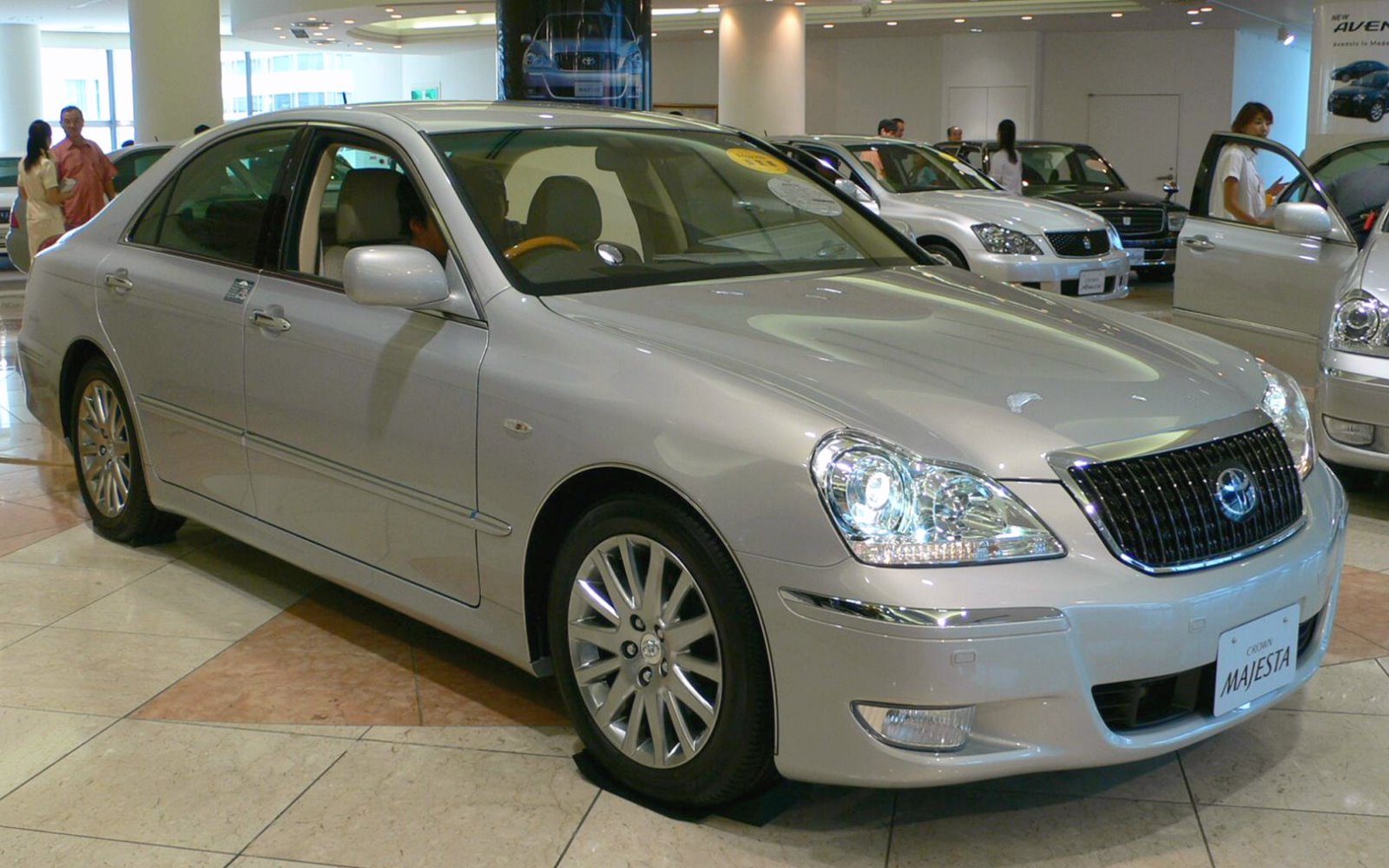
IV generacja